# Lasza Lomadze
Lasza Lomadze (gruz. ლაშა ლომაძე; ur. 17 lutego 1984) – gruziński zapaśnik walczący w stylu klasycznym. Zajął 23 miejsce na mistrzostwach świata w 2006. Piąty na mistrzostwach Europy w 2004. Pierwszy w Pucharze Świata w drużynie w 2004 i dziesiąty w 2008. Wicemistrz Europy juniorów w 2004. Mistrz Europy kadetów w 2000 roku.